# Kanton Les Aspres
 Les Aspres  is een kanton van het Franse departement Pyrénées-Orientales. Het kanton maakt deel uit van de arrondissementen Céret (19) en Perpignan (3). In 2021 telde het 33.164 inwoners.

Het kanton werd gevormd ingevolge het decreet van 26 februari 2014, met uitwerking op 22 maart 2015, met Thuir als hoofdplaats.

## Gemeenten
Het kanton omvat volgende 22 gemeenten:
- Banyuls-dels-Aspres
- Brouilla
- Caixas
- Calmeilles
- Camélas
- Castelnou
- Fourques
- Llauro
- Llupia
- Montauriol
- Oms
- Passa
- Pollestres
- Ponteilla
- Saint-Jean-Lasseille
- Sainte-Colombe-de-la-Commanderie
- Terrats
- Thuir
- Tordères
- Tresserre
- Trouillas
- Villemolaque